# Éleskővár
Éleskővár (helyenként csak Éleskő) Szilvásvárad mellett, a bükk-vidéki Kukucsó-völgy, Tófalu-völgy és Szalajka-völgy által határolt vonulatának csúcsán található várrom. A területre túraút nem vezet, mivel a vidék az erdőgazdaság által jelenleg is használt övezet, így a környék turisztikai szempontból nincsen kiépülve. A várrom megközelítése Szilvásváradról a Tótfalu-völgyben vezető műútról letérve az erdészeti feltáró úton, vagy az egykori kisvasút nyomvonalán indulva a Szalajka-Halastó megállótól Bánkút felé a Kukucsó-völgy elejéig eljutva, és onnan az erdészeti feltáró úton lehetséges. A vidék kerékpárral is könnyedén megközelíthető, de mivel a területen rendszeres a fakitermelés, érdemes fokozott óvatossággal közlekedni, illetve a táj jellegének ilyenformán történő gyakori változása miatt térképet használni. A várat is magán viselő Éleskő vonulata messziről is látható, de a várrom csak a szemközti Kalapat hegyről látható, a völgyekből nem.

## Történeti áttekintés
Az Éleskővár romja azért bír különösen nagy történeti értékkel, mert a tatárjárás előtti időkben épült kevés kővár egyike. A történészek a területet egykoron uraló Miskolcz nembeli Panyitnak tulajdonítják a vár építését, első írásos említése 1360-ból való, I. Lajos király egyik okleveléből. 1364-ben, következő említésekor már romvárként említik. Hadi jelentőséggel nem bírt, inkább közigazgatási jelentősége lehetett.

## Éleskővár mondája

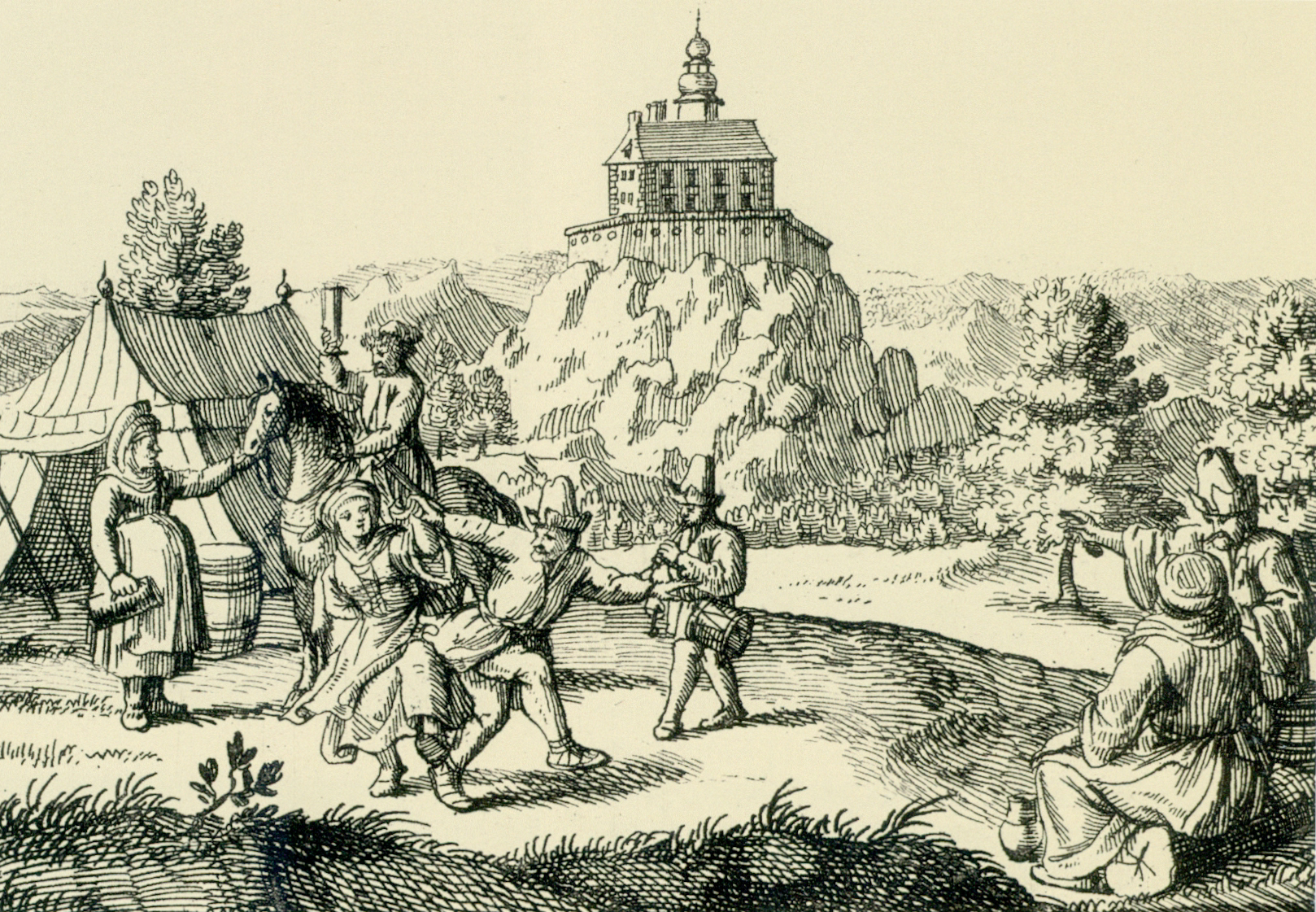
Éleskő egy 1686. évi rézkarcon

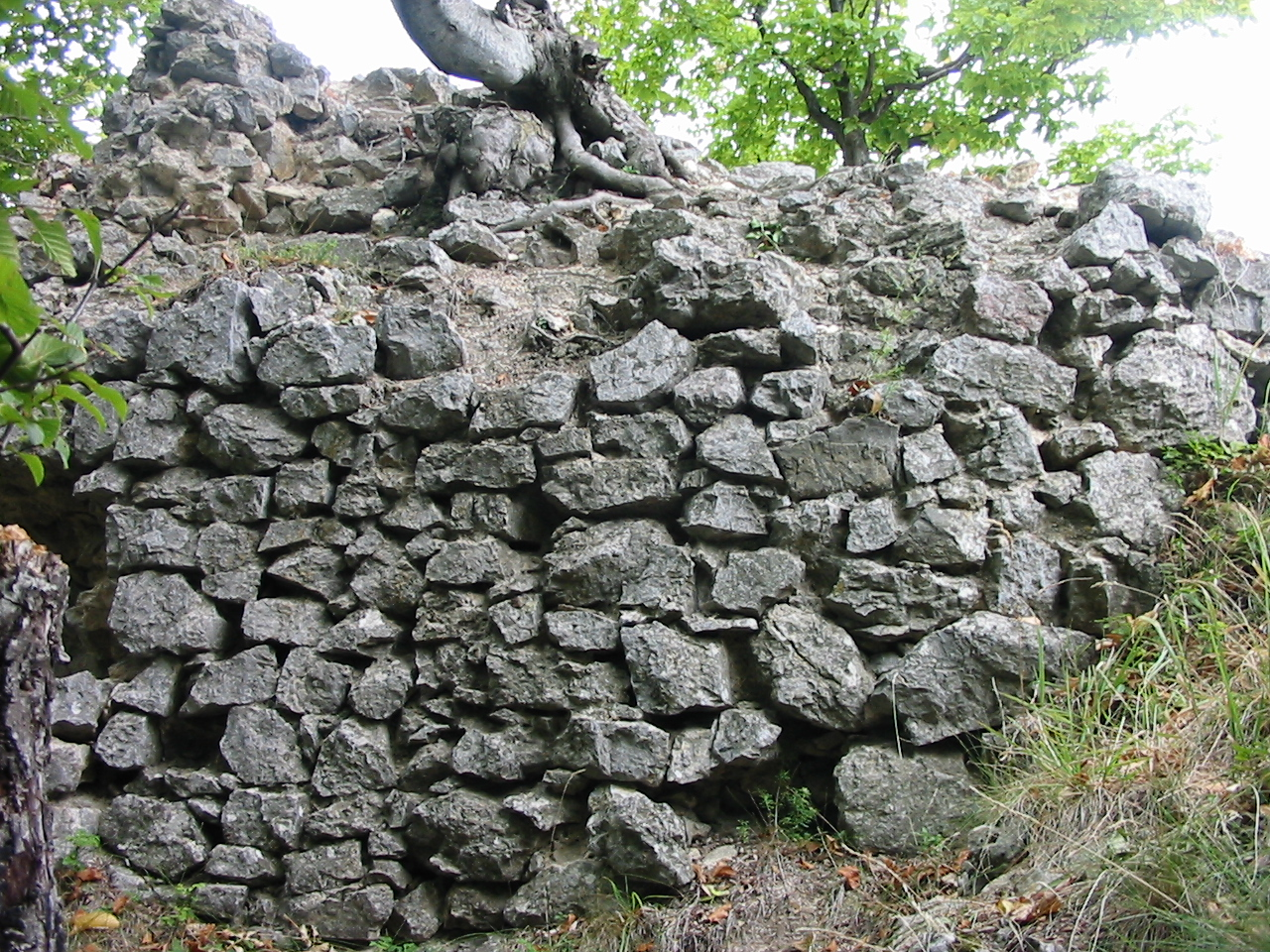
Éleskővár nyugati falai

Egy, a várhoz tartozó régi mondát Balogh Béni idézett fel Éleskővár kincse című 1971-es művében, amelyben mondákat, legendákat gyűjtött össze.
Éleskővár legendája a tatárjárás idején datálódik, amikor is Bakó Gáspár, a vár ura tömlöcbe vetette Eszes Márton favágó Gabó nevű fiát, mert közte és lánya, Ildikó között szerelem szövődött. Éleskővárat Batu kán seregei kezdték ostromolni, Ildikó fogságba esett, de a börtönéből kiszabaduló Eszes Gabó példátlan bátorsággal, vitéznek öltözve felkereste a tatár sereget, és Ildikóért cserébe kincseket ajánlott. A tatárokat egy szűk völgybe vezette, ahol medvére hasonlító hangokat adott, amitől a tatárok megrettentek és elvonultak. Így nem csak Ildikó, hanem Éleskővár is megmenekült a tatároktól. Eszes Gabó bátorsága nyomán várkapitány lett, és Ildikót is feleségül vehette.
Az erdő egykoron elzárt világában a hőssé nemesedett favágó szájhagyománya évszázadokon át fennmaradt.

## Az Éleskővár-alji-sziklaüreg
Az Éleskővár alatti hegyoldal sziklás vonalán, a Tótfalu-völgy felőli lejtőn található a Tótfalusi-hármasüreg, más néven az Éleskővár-alji-sziklaüreg, amely Magyarország egyik nyilvántartott barlangja (barlangkataszteri szám: 5341-22). A sziklaüreg hossza mindössze 2 méter, a legnagyobb magassága 1 méter.